# Mulazzo
Mulazzo – miejscowość i gmina we Włoszech, w regionie Toskania, w prowincji Massa-Carrara.
Według danych na rok 2004 gminę zamieszkiwały 2564 osoby, 41,4 os./km².